# جرالد چارلز دیکنز (بازیگر)
جرالد رودریک چارلز دیکنز (متولد ۹ اکتبر ۱۹۶۳) بازیگر و مجری انگلیسی است که بیشتر به خاطر نمایش‌های تک‌نفره‌اش که بر اساس رمان‌های پدربزرگ پدربزرگش چارلز دیکنز ساخته شده، شناخته می‌شود. او از سال ۲۰۰۵ تا ۲۰۰۷ رئیس انجمن دیکنز بود.